# ウェスタディアの双星
『ウェスタディアの双星』（ウェスタディアのそうせい）は小河正岳著のライトノベル。イラストは津雪。アスキー・メディアワークス（旧メディアワークス）・電撃文庫刊。

## あらすじ
銀河に星間国家が成立している世界。ロアキア統星帝国とルフェール共和国という二大強国に挟まれた緩衝地帯にある13の小国の一つ、ウェスタディア王国の王エドアルド三世が死去した。ところが国を守るべき貴族たちはおろか、後を継ぐべき王太子までもが未来への絶望と自らの保身のため他国へと亡命していく始末。そこへ加えて隣国・ラミアム大公国がウェスタディアに侵略の手を伸ばす。未曾有の国難に対し、残された者たちはどう立ち向かうのか。

## 主要登場人物
ルシリア・ラデュ・ウェスタディア一世
現ウェスタディア王国国王。15歳。
母である王妃の死亡後、3歳から修道院で過ごしていたが、父王の崩御と王太子の継承権放棄のためチェザーリの要請を受けて還俗、王国始まって以来初の女王に即位。
長らく修道院で暮らしていたため政治向きのことはまだよくわからないようだが、国や民を思う心は強く、国民からの人気も高い。
王宮の中庭に、修道院から贈られた葡萄を植えている。外務卿カルロ・チェザーリに淡い気持ちを抱いているようで、お忍びでデートに行った時にチェザーリに買ってもらったブドウのブローチをずっと大事にすると言って頬を赤らめたことやアルドゥオの会戦の勝利の報告を受けた際に興奮したチェザーリに手を握られ戦の勝利よりも嬉しかったと見てとれる行動が見られるが、チェザーリ自体はルシリアの気持ちに気づいていないようである。
カルロ・チェザーリ
ウェスタディア王国外務卿。27歳。
もとは銀河でも屈指の大商会を経営していたが、ある国家間紛争の調停を引き受けたのをきっかけに前国王の信頼を得、商会の経営を信頼できる者に預けてまでウェスタディアの国政に深く関わることとなる。巧みな交渉能力をもってウェスタディアを守ろうと奮闘する一方で、ルシリアに帝王学を授け、民を導く善き王たらしめようとしている。
その黒髪と秀麗な顔つきから「黒の貴公子」と呼ばれる。真顔で冗談を言うタイプで、ルシリアにあらぬ誤解を与えてしまったことがある。ルシリアに対する気持ちは少なからずあるようで、王位につけたのは私なのだから私が守らなければと言い、ルフェール共和国のセルウィンに呆れられたことがある。
レオーネ・バドエル
ウェスタディア王国軍十旗将→百旗将→一兵卒→万旗将。25歳。
エリエントの平民出身。12歳の時軍学校に入学。16歳で初陣を飾って以来、周辺各国との小競り合いで武勲を重ねる。21歳の時に勃発した四カ国大戦の活躍から敵であったシャムラバート軍から「シャラーゼアの光の矢」（アレオ・アグ・シャラーゼア）の異名をで呼ばれる。素行不良のため一兵卒に降格されていたところ、ラミアム大公国の侵攻を受け戦わずして逃亡したウェスタディア軍の残存艦隊を率いることとなる。550対6000という圧倒的な兵力差にも関わらず、大公レムスを討ち取り、ラミアム軍を敗走させたことから、アルファーニと並んで「ウェスタディアの双星」と呼ばれ、万旗将（国軍総司令官）となる。
「光の矢」という異名が示す通り、迅速かつ大胆な用兵に優れる。ただ、戦い以外では非常にガサツで、軍服もきちんと着ることがほとんどない。言葉遣いも荒く、女王ルシリア以外の者に敬語を使うことは少なく、チェザーリに悪態をつくこともある。座乗艦は高速戦艦「ザッフィーロ」。
アルベルト・アルファーニ
ウェスタディア王国エリエント男爵領書記官→王国軍参謀総長。19歳。
上記の通り元々は文官。その職業柄、国内外の様々な情報に精通し、加えて独学で軍学を身に着けている。その情報などから練り上げた策をもってバドエルとともにラミアム軍を撃退、「ウェスタディアの双星」と呼ばれることに。その後もラミアム侵攻、ロアキア軍の包囲突破などにその才覚を発揮する。
15歳より上に見られたことがないという童顔がコンプレックスで、他人（主にバドエル）にからかわれると烈火のごとく激怒する。また純朴な性格をしており、ローゼのアタックには少々戸惑い気味（別に疎ましく思っているわけではないが）。
ロゼリエッタ・ルオ・ジェルトルーデ
ウェスタディア王国軍千旗将・ジェルトルーデ隊指揮官。14歳。
国内外にその勇名を轟かす武門の名家・ジェルトルーデ子爵家の後継者。親しい者には「ローゼ」と呼ばせる。ラミアム軍侵攻に対してアルファーニの採った策が自分の思い描いていたものと全く同じだったことから彼にベタ惚れ、「アルさま」と呼んで熱烈かつ強引なアタックを繰り返す。しかし14歳という若さで一隊を率いるだけのことはあり、その指揮能力はバドエルにひけをとらない。
ジェルトルーデ家には男子がおらずこのままでは取り潰しになるところを、ルシリアの即位がきっかけとなって彼女が家督を継げることになった。そのためかルシリアをとても慕っている。
ジェルトルーデ隊は全艦緋色に塗装されており、ジェルトルーデの赤備えと呼ばれている。座乗艦は「ルビーノ」。
ユリアヌス・ドルキヌス
ラミアム大公国軍　将軍(レガトス：千旗将に相当)→ウェスタディア方面軍司令→ウェスタディア王国駐在武官。24歳。
2年前、隣国ドルキンの軍相手に巧みな防御戦を展開して敵の意図を挫いた功績で将軍に抜擢された。ドルキヌスはドルキンの天敵という意味。
喪中のウェスタディア王国を攻撃することに反対した為、レムス大公の不興を買い更迭されるも、ネルヴァ将軍がゼリオ新大公に取り成して復職。
防御戦に秀でており、ストリオン星系でバドエル、アルファーニ率いる3,000隻のウェスタディア艦隊を1,000隻の艦隊で足止めしたが、同盟(実態は従属)していたはずのロアキア軍と自軍が戦闘状態になるに至り、幼少時より知己を得ていたチェザーリの仲介･勧告でウェスタディア軍と休戦・連合してロアキア軍と戦い、苦戦の末生還した。座乗艦は「アマダス」で銀色に塗装されている。
戦後、ゼリオ大公の承諾なしにウェスタディアと休戦・連合したことが問題となり、将軍位は保ったが、艦隊指揮権は剥奪され、左遷先としてウェスタディア王国駐在武官に就任。王都エリエントに赴任した。
レムス大公
ラミアム大公国の国家元首で大公。40歳。乗艦は黄金色に塗装した戦艦「ノビレス」であり、艦橋は宮殿のように豪奢な作りとなっている。
ウェスタディア王国の隣国ラミアムの統治者で、国家は厳正な指導者により管理するべきとの考え方を有している。
為政者としては優秀であるが激高しやすく、自らの意にそぐわない進言を行った者はほぼ例外なく厳罰を下すという悪癖を持つ。隣国ウェスタディアのエドアルド王とは君主としての評価を長年比較され続けており、自国民からも「エドアルド王が我らの主君であれば…」と自らの統治を下に見られた事からエドアルドとウェスタディアに強い憎悪を持つに至る。エドアルド王の崩御とルシリアの即位を同時にウェスタディア侵攻する事を画策、国軍の八割に相当する6000隻の艦隊を率いて出撃する。
しかし、軍事に関しては素人であり、指揮権は配下のルクレウス将軍やブルタコス将軍に丸投げ状態で、更には感情やわがままに身を任せた命令を繰り返す。結果、ユニアヌスとルクレウス将軍の更迭してしまい、アルファーニによりその傲慢な内面を把握した心理作戦で前線におびき出され、6000隻のラミアム艦隊が550隻のウェスタディア艦隊に半数と参加した将軍はネルヴァ以外が戦死する歴史的な敗退の果てに自身も戦死した（劣勢時は急激な事態の変遷に付いていくことができずに困惑しきっていた）。死後、オリアスからは「帝国の反面教師」と称されてしまった。
自ら統星帝の皇女を娶る事で帝国に対する関係を強化していたが、ロアキアに対する忠誠心は皆無であり、ルクレウス将軍の前では堂々と「番犬」と称している。
オリアス・オクタヴィアヌス
ロアキア統星帝国第5皇子。統星艦隊司令官。23歳。
銀河の半分を支配するロアキア統星帝国のれっきとしたプリンスだが、国内の反乱鎮圧や宇宙海賊討伐等で戦功を重ね、軍人としても高い能力を持ち、国内外の敵対勢力からは「絶望を振りかざす者」「黒い死」の二つ名で恐れられている。
自分こそが銀河を統一し、真の平和をもたらすことができると信じており、覇業達成の第一歩としてウェスタディア、ラミアム両国の討伐を図ったが、両国艦隊の頑強な抗戦に加え、ルフェール共和国の介入と父である統星帝からの撤兵の勅命を受けて断念し、本国に撤退。その後は長兄を初め、兄皇子達を全員粛清しロアキア統制帝国の覇権を握る。当然、覇業への野望はいささかも衰えていない。座乗艦は「デスペリアス」で黒色に塗装されている。
デオドシウス七世
ロアキア統星帝国の第118代目統星帝であり、オリアスの実父。帝国の最高権力者であるが、たいした見識は持っていない。オリアスを統星艦隊司令官に抜擢したのは彼であるが、オリアスの才覚を見込んでのことではなく、単に重要な役職を一族の者に任せることで自身が安心感を得るためでもあった。現在は帝国宰相であり、第一皇子でもあったカルテリスがオリアスに追い詰められた挙句の叛乱起こして敗死。他の皇子の粛清され、帝国の全権をオリアスに奪われて傀儡と化してしまった。
エミリオ・セルウィン
ルフェール共和国次席補佐官。共和国の緩衝地帯政策の全権を持つ有能な若者。カルロ・チェザーリとは学生時代からの友人でもある。ウェスタディアとラミアムをルフェール陣営に引き込んだ功績により首席補佐官に昇格するが、その地位に満足することなく、シャムラバート併呑を目論み、共和国元首の座を狙う野心家でもある。
シャムラバード併呑失敗と共和国第三艦隊半壊してしまった際には政権から政治的責任を追及されたが、巧みな誘導によりウェスタディアに責任を押し付けた上での武力制裁を元首に承認させることに成功。第五・第七艦隊二万隻をウェスタディアに差し向けるが、第五艦隊は壊滅し、アーウィング提督が戦死。ウィッカム提督の第七艦隊が撤退したため、大国ルフェールが小国ウェスタディアに惨敗するという歴史的な国辱を招いてしまう。この致命的な失策により首席補佐官の維持はおろか政権内に残留すら叶わなくなり、絶望。ウェスタディアを憎悪し、かの国を滅亡させるために策を弄する事になる。
ロバート・エイゼンダール
一万四千隻の艦艇で構成された共和国第三艦隊司令官。第三艦隊の戦力は小国の一般艦船配備数である六千隻から七千隻を上回っているため、小国を滅ぼせるだけの規模を持つ艦隊の司令官でもある。旗艦は超弩級戦艦「スカイキープ」。
軍人としては無能な部類で部下に責任を押し付けたり、八つ当たりを行うこともある。シャムラバートでロアキア連合軍の攻勢の前に劣勢となり指揮を放棄して呆けてしまう。結果、共和国第三艦隊は半数以上を失う大損害を被った。
エミリオと同じく共和国元首の地位を狙っているため、彼とは陰ながら反目しているが、シャムラバード戦役での損害の責任を取らされて、軍を退役させられてしまう。
2巻で名前が初登場した事にはバウトロ・エイゼンダールという記述がある。
ラルフ・アーウィング
一万隻の艦隊で構成されるルフェール共和国第五艦隊司令官。「星空の狩人」（パイレーツ・ハンター）の異名を持つ優秀な軍人で、階級は中将。宇宙海賊のメインストリートと恐れられていたペルアゴン星系区を共和国屈指の安全地帯に変えてしまった功績を持つ。要塞攻略戦を得意としている。旗艦は「アストラルナイト」。
エリザ・ウィッカム
一万隻の艦隊で構成されるルフェール共和国第七艦隊司令官。「流血の裁定者」の悪名を持つ女性軍人で、階級は中将。有人惑星を三つ巻き込んでルフェール共和国からの分離・独立を企んだカルト教団の信者を老若男女問わずに皆殺しにした過去を持つ。アーウィング提督とは違い、実戦の宇宙艦隊戦闘を得意としている。旗艦は「ジャッジブレード」。

## 国家
ウェスタディア王国
辺境十三国の一国である小国であり、物語の中心となる王政国家。平和を愛する国家だが、軍事力は周辺諸国を比較してもあまり高くはない。前国王の死去によりラミアムの侵攻や内乱騒動など多くの苦難が押し寄せたが、ルシリアやチェザーリを始めとする多くの登場人物の努力によりルシリア政権は盤石となり、現在は安寧を手にし始めている。当初はロアキア統星帝国やルフェール共和国に属さない中立国であったが、現在はルフェール共和国と同盟を結んでいる。しかし、共和国第三艦隊が国境無許可通過を行おうとしたり、ルフェールの国益のために小国を矢面に立たせようとする戦略には憤りを感じている者は多い。
ルフェールがシャムラバート大戦でロアキアに大敗（実際はウェスタディアの奮戦とティレジア星連共同体構想の公表でロアキアを撤退させる事に成功）すると、ルフェール政府は責任逃れを画策し、ウェスタディアを裏切り者として攻め込まれるが、返り討ちにし、星連共同体設立が実現する。
ラミアム大公国
辺境十三国の一国である小国。ウェスタディアの隣国である公国制国家で、ロアキア陣営の国家だったが、帝国の裏切りにより現在はルフェール共和国の陣営に組している。かつては王政国家だったが、自ら帝国の傘下に入った過去があり、ロアキアもラミアムの自治権を承認しながらも対外的には帝国領としての立場を取る。度重なる戦乱で八千隻を誇った宇宙艦隊が約三百隻までに衰えるなど軍事力が極度に低下しており、共和国第三艦隊が国内の治安を維持している。
ルフェール陣営の隣国ドルキン連邦とは極めて仲が悪く、「なぜドルキンと争うのか？」と他国人に問われれば「そこに奴等がいるからだ」と返答するとされている。ドルキンとは何度も戦火を交えているが、両国にもルクレウスやラミン、ラミンの祖父のように関係の改善を望んでいた者達もいる。
シャムラバート
辺境十三国の一国である小国であり、ロアキア統星帝国陣営の国家。ウェスタディアの隣国である特殊な君主制国家。聖母神「ラ・ダ」と呼ばれる神を崇拝する独自の宗教文化を有しており、政教分離の概念がないため、宗教的地位も持つ人物達が政権を担っている。過去の辺境四カ国大戦でウェスタディアと争ったことがあり、その際のバドエルの神憑りな戦い振りから彼を「シャラーゼアの光の矢」と呼び讃えており、バドエルの万旗将就任の際にはその地位に相応しい人物と高い評価を下している。白く塗装された高速戦艦を主力としており、高速戦闘を主眼とした高い実力を持つ軍隊を持つ。
一時期はアクバル将軍のクーデターによりシャーラを除く藩王一族が悉く殺害され、国内が大きく乱れたが、アクバル将軍がウェスタディアに倒されるとシャムラバードを保護国化しようと企んだルフェール共和国と銀河の覇権を狙うロアキア統星帝国との間で、大戦が行われることになる。
アクバル打倒後の国政を担うシャーラとジェラールは大戦の経緯からもロアキアに対する不信感を強め、小国が連合する事で大国に対抗するウェスタディアの連星共同体構想に参加する。
首都星はイス・ファラト。
トラベスタ企業連合
辺境十三国の一国である小国。ウェスタディアの隣国。複数の企業により国家が形成されている特殊な国家。ロアキア統星帝国やルフェール共和国に属さない中立国。有事の際には用兵を招集して国軍を形成する。代表的な企業群から選出されるギルドマスターが国家元首となる。ウェスタディアとは惑星の領有権争いを抱えており、一時期は艦隊が現地惑星を包囲する事態にもなっていたが、現在は関係改善が進んでいる。
アルノーラ
辺境十三国の一国である小国であり、ルフェール共和国陣営の国家。王政国家で軍は高速戦闘に定評がある。
ドルキン連邦
辺境十三国の一国である小国であり、ルフェール共和国陣営の国家。貴族による非民主型の共和制が敷かれている国家で、隣国であるラミアム大公国とは古くから仲が悪い。
ハーラン
辺境十三国の一国である小国であり、ルフェール共和国陣営の国家。シャムラバートとは国境を接しており、過去にはアクバル将軍率いるシャムラバート軍により有人惑星を三つも奪い取られた事がある模様。
ゼデルニア
辺境十三国の一国である小国であり、ルフェール共和国陣営の国家。
イグディアス王国
辺境十三国の一国である小国であり、ロアキア統星帝国陣営の国家。ロアキア艦隊がウェスタディア討伐のために領域侵犯を行った際にイグディアスの宰相がロアキアに対して媚を売る姿勢を取る。シャムラバードの大戦にもロアキアの指示で艦隊を出陣させている。
オルデラン王国
辺境十三国の一国である小国であり、ロアキア統星帝国陣営の国家。ウェスタディア第四王子コルネリオの生母の出身国。
シャムラバードの大戦にもロアキアの指示で艦隊を出陣させている。
大康国（ダージエン）
辺境十三国の一国である小国であり、ロアキア統星帝国陣営の国家。王政国家で国王が幼いことを理由にロアキア統星艦隊が堂々と駐屯していることを政府上層部は苦々しく感じている模様で、ルシリアが提唱した星連共同体構想を知ると帝国とは内密に、ウェスタディアに対して接触を行う。
ノス・ベラル
辺境十三国の一国である小国。かつてはラゼーラと呼ばれる統一国家だったが、ロアキアとルフェールの代理戦争の舞台になった悲劇の国で、ロアキア統星帝国が支援したノス王党派とルフェール共和国が支援したベラル共和派の二つの陣営に分かれての内乱が百年以上も続いた結果、国土は極端に疲弊している。現在は内戦も展望を失ったため、二大強国が軍を引き払ってしまったため、益々混乱に拍車が掛かっている。
ベラル共和派が、内戦終結のために連星共同体に支援を要望し、受け入れたウェスタディアが支援のために連星艦隊の出撃させる場面を持って物語は幕を下ろす。
リンドガット
辺境十三国の一国である小国。
ロアキア統星帝国
銀河を二分する超大国の一つ。統星帝と呼ばれる皇帝を頂点とした帝政国家。数万以上の艦数で構成されている『統星艦隊』を有している。首都星は帝都ロアキア。銀河系の全有人惑星の半数を統治するという銀河の過半を制していると言っても過言ではない規模を持ちながら、統星帝の見識不足や宰相を始めとする貴族や元老院、各惑星の総督達の腐敗も重なって、度々ロアキア領内に叛乱軍勢力が大規模な武装蜂起を引き起こしたり、海賊勢力が帝国領を跋扈し勢力を拡大する等、政治・治安状況が安定しているとは言い難い。そのため、長らくルフェール共和国とは冷戦状態に陥っている。
近年では同格の国力を有するルフェール共和国とは直接戦火を交えることを忌諱していたが、統星帝を軟禁して政敵を排除したオリアスが独裁官に就任してからは全銀河統一に向けて動き出している。
ルフェール共和国
銀河を二分する超大国の一つ。この銀河でロアキア統星帝国の対抗できる唯一の国家。民主主義国家だが、政府上層部は民主政治に価値を感じておらず、情報統制などが平気で行われている。万単位で構成されている艦隊を複数保有している。議会制民主主義国家であるため、行動を起こすにも選挙戦略や国民を納得させるためのカバーストーリーを必要とするため、動きが鈍ることが多い。ロアキアと比べると統治している有人惑星の数は劣っているが、ロアキア国内が政治不和により反乱や宇宙海賊の跋扈が頻発しているとは違い、有人惑星三つを巻き込んだカルト教団による反乱こそ起こっているが、危険地帯であるペアルゴン星域の海賊勢力を駆逐するなど政治的には安定している。
シャムラバートの混乱を利用して、ルフェールの勢力拡大を狙い、共和国第三艦隊と同盟小国からの派遣艦隊を率いてロアキア統星帝国とその従属国との先端を開いたが、敗北。ルフェール政府は支持率の暴落と次回の選挙での敗北を恐れて、エミリオ・セルウィンの策に乗り敗戦の責任を「ウェスタディアが裏切ったため」としてウェスタディアに武力制裁を行うが、派遣した第五艦隊、第七艦隊の計二万隻の半数以上を失い、惨敗する。
近年は大艦巨砲主義によるスカイキープ級超弩級戦艦の配備を進めており、ルフェールの国色である青色で塗装されているため同盟国からは畏怖を込めて「空色の守護天使」と呼ばれている半面で、軽蔑と揶揄を込めて「太っちょ母さん（ファットマザー）」と呼ばれている。
干渉地帯との国境線上に五百億の人口を誇る銀河で最も繁栄している惑星「イストア」を有している。首都星は別にあるのだが、多くの政治家が在籍し、政治イベントが開催される事実上の中心惑星となっている。

## 既刊一覧
1. 真逆の英雄登場の章　2008年1月初版　ISBN 978-4-8402-4153-3
2. 幸運の女神(?)降臨の章　2008年5月初版　ISBN 978-4-04-867060-9
3. 世を忍ぶ将軍漫遊記の章　2008年9月初版　ISBN 978-4-04-867220-7
4. うら若き女王騒乱に立つの章　2009年2月初版　ISBN 978-4-04-867525-3
5. 乙女の猛攻に名軍師苦戦するの章　2009年7月初版　ISBN 978-4-04-867907-7
6. 銀河大乱前夜の章　2009年12月初版　ISBN 978-4-04-868203-9
7. 英雄激突の章　2010年6月初版　ISBN 978-4-04-868606-8
8. 最終決戦の章　2010年12月初版　ISBN 978-4-04-870129-7